# Joseph-und-Anna-Fassbender-Preis
Der Joseph und Anna Fassbender-Preis wurde 1990 als Stiftung von der Witwe des 1974 verstorbenen Kölner Künstlers Joseph Fassbender ins Leben gerufen. Anna Fassbender beauftragte die Stadt Brühl, mit dem in diese Stiftung eingebrachten Vermögen Grafiker und Handzeichner zu fördern. Es gibt keine Vorgaben hinsichtlich des Ausbildungsweges, Alters, thematischer oder technischer Schwerpunkte. Der Preis ist mit 1.500,- € dotiert, 2019 wurde er anlässlich des 30-jährigen Jubiläums verdoppelt.
Zudem erhält der Preisträger dieses Wettbewerbes die Möglichkeit, seine Werke zwei Wochen in einer Sonderausstellung in Brühl auszustellen. Zu der Jury gehören Kunsthistoriker, Künstler, ein Vertreter der Einwohnerschaft der Stadt Brühl, der Vorsitzende der Max-Ernst-Gesellschaft e.V. und als Vertreter der Stadt Brühl der Bürgermeister.

## Preisträger
- 1990: Matthias Beckmann, Düsseldorf
- 1991: Daniel Hees, Köln
- 1992: Ulrich Fürneisen, Düsseldorf
- 1993: Fritz Koch, Hamburg
- 1994: Diana Ramaekers, Maastricht
- 1995: Klaus Dauven, Kreuzau-Drove
- 1996: Reinhard G. Puch, Swisttal-Ollheim
- 1997: Peter Paul Berg, Münster
- 1998: Monika Bartholomé, Köln
- 1999: Wiebke Bartsch, Münster
- 2000: Iris Häussler, München
- 2001: Susanne Ristow, Düsseldorf
- 2002: Georg Meissner, Dortmund
- 2003: Saskia Niehaus, Köln
- 2004: Preis wurde nicht vergeben
- 2005: Thomas Böing, Köln
- 2006: Jutta Reuscher, Bonn
- 2007: Doris Tsangaris, Haan-Gruiten
- 2008: Dorrit Nebe, Köln
- 2009: Katrin Seithel, Bremen
- 2010: Heiner Blumenthal, Köln
- 2011: Christian Stefanovici, Köln
- 2012: Philip Emde, Köln
- 2013: Bernd Ikemann, Köln
- 2014: Harald Fuchs, Köln
- 2015: Akane Kimbara, Berlin
- 2016: Adrian Mudder, Leipzig
- 2017: Monika Huber, München
- 2018: Simon Halfmeyer, Hamburg[3]
- 2019: Hiltrud Zierl, Heidelberg[2]
- 2021: Arezoo Molaei, Münster[4]
- 2022: Peter Hock, Berlin[5]
- 2023: Moritz Andreas Dümmel, Stuttgart und Heilbronn[6]
- 2024: Steffen Missmahl, Köln